# Відкритий чемпіонат Австралії з тенісу 1989
Відкритий чемпіонат Австралії з тенісу 1989 — тенісний турнір, що проходив між 16 січня та 29 січня 1989 року на кортах Мельбурн-Парку в Мельбурні, Австралія. Це був 77-ий чемпіонат Австралії з тенісу і перший турнір Великого шолома в 1989 році. Турнір входив до програм ATP та WTA турів.

## Огляд подій та досягнень
У чоловічому одиночному розряді минулорічний чемпіон Матс Віландер вибув з боротьби у другому колі, а чемпіоном Австралії вперше в кар'єрі став Іван Лендл, для якого загалом це була 7-ма перемога в турнірах Великого шолома.
У жінок свою тріумфальну ходу й повну домінацію продовжила Штеффі Граф, яка попереднього року виграла всі турніри Великого шолома й Олімпіаду. Вона відстояла титул, стала австралійською чемпіонкою вдруге, й здобула 6-ту перемогу в мейджорах.
Перемігши разом із Пем Шрайвер у парному жіночому розряді, Мартіна Навратілова стала чемпіонкою Австралії 11-ий раз і виграла свій 52-ий титул Великого шолома. Шрайвер перемогла в Австралії всьоме, і це був для неї 21 титул Великого шолома.

## Результати фінальних матчів

### Дорослі
| Одиночний розряд. Чоловіки      |                                |               |
| Іван Лендл                      | Мілослав Мечирж                | 6–2, 6–2, 6–2 |
|                                 |                                |               |
| Одиночний розряд. Жінки         |                                |               |
| Штеффі Граф                     | Гелена Сукова                  | 6–4, 6–4      |
|                                 |                                |               |
| Парний розряд. Чоловіки         |                                |               |
| Рік Ліч Джим П'ю                | Дерен Кейгілл Марк Кратцманн   | 6–4, 6–4, 6–4 |
|                                 |                                |               |
| Парний розряд. Жінки            |                                |               |
| Мартіна Навратілова Пем Шрайвер | Петті Фендік Джилл Гетерінгтон | 3–6, 6–3, 6–2 |
|                                 |                                |               |
| Мікст                           |                                |               |
| Яна Новотна Джим П'ю            | Зіна Гаррісон Шервуд Стюарт    | 6–3, 6–4      |
|                                 |                                |               |

### Юніори
| Одиночний розряд. Хлопці        |                               |          |
| Ніклас Култі                    | Тодд Вудбрідж                 | 6–2, 6–0 |
|                                 |                               |          |
| Одиночний розряд. Дівчата       |                               |          |
| Кімберлі Кессаріс               | Андреа Фарлі                  | 6–1, 6–2 |
|                                 |                               |          |
| Парний розряд. Хлопці           |                               |          |
| Джоан Андерсон Тодд Вудбрідж    | Ендрю Кратцманн Джеймі Морган | 6–4, 6–2 |
|                                 |                               |          |
| Парний розряд. Дівчата          |                               |          |
| Андреа Стрнадова Ева Швіглерова | Ніколь Пратт Енджі Вулкок     | 6–2, 6–0 |
|                                 |                               |          |